# Gábor Baross
Gábor Baross, celým jménem Gábor Baross János Jusztin, také Gábor Baross de Bellus nebo Gabriel Baroš (6. července 1848 Pružina – 8. května 1892 Budapešť). byl uherský politik, zakladatel moderního uherského obchodu a dopravy. Vynikající ekonomický a dopravní politik doby dualismu. Jeho otcem byl Antal Baross (1819–1894) z Beluše (maďarsky Bellus), okresní soudce, a matkou Mária Teodóra Pongráczová (1825–1916).  Středoškolské vzdělání absolvoval na benediktinském gymnáziu v Levicích a Ostřihomi (1861–1865). Po univerzitních letech v Pešti byl župním úředníkem v Trenčíně. V roce 1875 byl jako zástupce okresu Púchov poslancem liberálního parlamentu, od roku 1883 státním tajemníkem pro dopravu, v letech 1886 až 1889 ministrem veřejných prací a dopravy a poté až do své smrti ministrem obchodu. Pro své úspěchy v rozvoji železničního podnikání byl nazýván „ministrem železa“. Za jeho působení byly postaveny mosty přes Dunaj a Tisu. V roce 1875 se stal poslancem uherského parlamentu.
Zavedl epochální reformy ve všech odvětvích jemu svěřených ministerstev, včetně pošt, telegrafů. Významnou měrou přispěl k regulaci Dunaje a k výstavbě průplavů u Železných vrat. Právě při prohlídce tohoto díla tam v březnu 1892 dostal zimnici, na kterou 8. května zemřel. Den jeho pohřbu byl dnem národního smutku. Pohřben je v Mauzoleu Gábora Barosse v Iľavě, Klobušicích.
V Budapešti jej dnes připomíná náměstí (maďarsky tér) pojmenované na jeho počest Baross tér v přední části budapešťského nádraží Keleti. Jeho velká bronzová socha tam byla obnovena 6. prosince 2013 po několika letech velkých prací na nové lince 4 budapešťského metra. V Čatě je po něm pojmenována základní škola.